# Chiesa della Natività di Maria Vergine (Azzate)
La chiesa della Natività di Maria Vergine è la parrocchiale di Azzate, in provincia di Varese e arcidiocesi di Milano; fa parte del decanato di Azzate. 

## Storia
La prima citazione che attesta la presenza ad Azzate di un luogo di culto dedicato alla Vergine Maria risale al 1184; circa due secoli dopo, nella Notitia cleri del 1398, è elencata tra le cappelle filiali della pieve di Varese.
Il 18 ottobre 1545 il vescovo ausiliare Melchiorre Crivelli impartì la consacrazione della chiesa, la quale, tuttavia, pochi decenni dopo, all'incirca tra il 1590 e il 1610, venne interessata da alcuni interventi di rimaneggiamento e di ingrandimento.
Nel 1646 Isidoro Bianchi affrescò la chiesa e nel 1699 al velatese Bernardino Castelli furono commissionate dall'allora parroco don Luigi Buzzi la risistemazione degli altari e la costruzione del tabernacolo.
Dalla relazione della visita del 1755 dell'arcivescovo di Milano Giuseppe Pozzobonelli s'apprende che a servizio della cura d'anime vi erano il parroco e otto sacerdoti beneficiati, che il numero dei fedeli era pari a 755 e che la parrocchiale aveva come filiali gli oratori di San Rocco, dell'Immacolata Concezione, della Beata Maria Vergine in località Castello, di San Lorenzo, di Sant'Antonio Abate, di San Giorgio nel borgo di Vegonno e della Beata Maria Vergine al Lago.
Tra il 1851 e il 1853 la chiesa fu oggetto di un rifacimento, in occasione del quale si provvide ad aggiungere le navate laterali e a riedificare la facciata; tra quel decennio e quello successivo si provvide a realizzare le decorazioni.
Nel biennio 1898-99 l'arcivescovo Andrea Carlo Ferrari, durante la sua visita pastorale, trovò che i fedeli ammontavano a 1785, che erano preposti alla cura d'anime il parroco e un coadiutore e che dalla parrocchiale dipendevano le chiesette dell'Immacolata, di San Rocco, di San Lorenzo e della Sacra Famiglia.
Tra il 1926 e il 1929 furono eseguite da Egidio Nicora le nuove decorazioni dell'interno, che andarono a sostituire quelle ottocentesche; nel 1939 si procedette alla riparazione della volta del battistero e all'apertura, nella cappella della Madonna del Rosario, di due finestrelle.
Nel 1971-72, in seguito alla riorganizzazione territoriale dell'arcidiocesi voluta dall'arcivescovo Giovanni Colombo, il vicariato di Azzate, che comprendeva complessivamente otto parrocchie, fu soppresso e la chiesa confluì nel decanato di Varese; già pochi anni dopo, però, con decreto datato 2 maggio 1974, venne costituito il decanato di Azzate con parrocchie scorporate da quelli di Besozzo e di Varese.
L'organo venne restaurato tra il 1984 e il 1985 dalla ditta Mascioni, mentre nel 1995 si provvide ad eseguire l'adeguamento liturgico secondo le usanze postconciliari mediante l'aggiunta dell'ambone e dell'altare rivolto verso l'assemblea.

## Descrizione

### Esterno
La facciata della chiesa, rivolta a occidente, si compone di tre corpi: quello centrale, scandito da due paraste, presenta il portale maggiore e una finestra a lunetta, mentre ciascuna delle due ali laterali presenta un ingresso secondario e un tondo con un rilievo.
Accanto alla parrocchiale si erge su un alto basamento il campanile a pianta quadrata, portato a compimento nel 1771, dopo che la precedente torre era stata demolita nel 1748; la cella presenta su ogni lato una monofora a tutto sesto ed è coronata dal tamburo.

### Interno

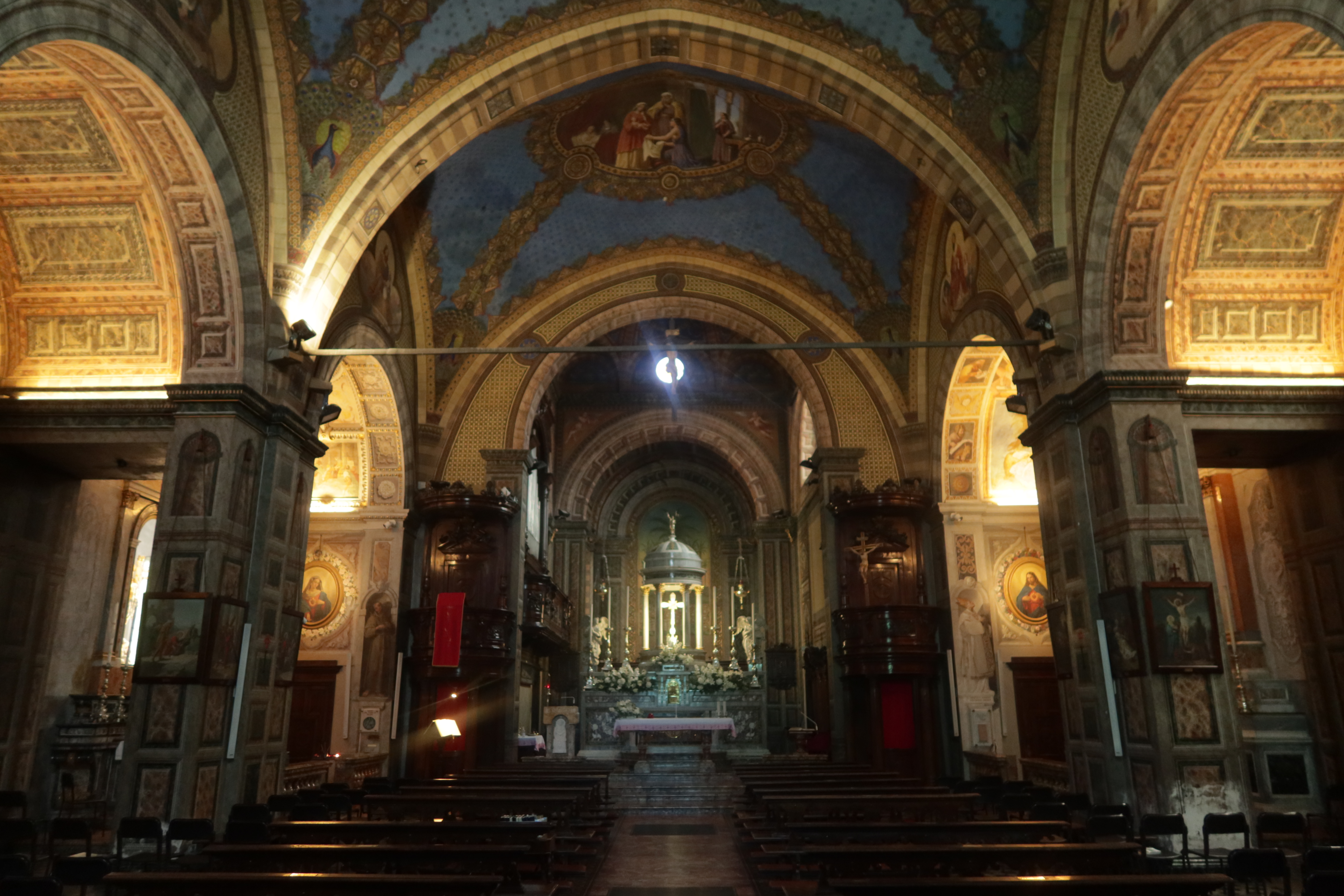
L'interno

L'interno dell'edificio, la cui pianta è a croce latina, si compone di tra navate, separate da pilastri, abbelliti da lesene e sorreggenti la trabeazione aggettante sopra la quale si impostano degli archi a tutto sesto e i costoloni che scandiscono le volte a crociera; al termine dell'aula si sviluppa il presbiterio, rialzato di alcuni gradini, ospitante l'altare maggiore e chiuso dall'abside quadrangolare.
Qui sono conservate diverse opere di pregio, tra le quali la pala raffigurante il Matrimonio Mistico di Santa Caterina d'Alessandria, eseguito nel 1572 da Callisto Piazza, l'organo, attribuito a Giovanni Mentasti, e una copia della tela con soggetto il Cristo Morto di Hans Holbein.